# Ghanzi (sottodistretto)
Ghanzi è uno dei due sottodistretti del distretto di Ghanzi nel Botswana.

## Villaggi
- Bere
- Charles Hill
- Chobokwane
- Dekar
- East Hanahai
- Ghanzi
- Groote Laagte
- Kacgae
- Karakobis
- Kule
- Makunda
- Ncojane
- New Xade
- New Xanagas
- Qabo
- Tsootsha
- West Hanahai

## Località
- 176 NL (Kgopisa)
- 71 NK /B.Billy
- A.I. Vet Camp
- A.I.Vet Camp 2 (Farm 6)
- Adams's Farm
- Babishi
- Berebere
- Bodibane
- Bogatsu
- Boitshepo
- Bolapula
- Borolong
- Botha's Farm
- Botshabelo
- Botswelelo
- Braam Venter Farm
- Burger Straus Farm
- Cheetah Conservation Farm 35
- Chibamo
- Chobokwane Vet Camp
- Coke
- Crailes Farm 97 NL
- Damtau
- David Bostricha
- Dikgatlhong/Lekaleng
- Dikge
- Dikhutsana
- Dinakatsakgokong
- Dingdong Farm
- Dinoga
- Dipone
- Ditshoswane
- Ditshwene
- Dorren
- Dryhook
- Dukwi
- Eruru
- Fanta
- Farm
- Farm (Jackalas Pits)
- Farm 1-NK (Molapo)
- Farm 1/2
- Farm 10
- Farm 10
- Farm 100
- Farm 101 NL (J. C. Lewis)
- Farm 102/103 NL (Biri Bottle
- Farm 104 (Lekker Vaterr)
- Farm 106 NL
- Farm 107
- Farm 109
- Farm 11
- Farm 11 (Sum Tree)
- Farm 110 (Vaal Water)
- Farm 111
- Farm 112
- Farm 113(Matsuwi)
- Farm 115
- Farm 116
- Farm 117
- Farm 119
- Farm 12
- Farm 12 NK (Dunlop)
- Farm 120 NK
- Farm 121 NK
- Farm 124 NK/Liver Post
- Farm 125
- Farm 126 NL
- Farm 129
- Farm 13
- Farm 13 NK (Capri)
- Farm 130
- Farm 131NL
- Farm 133
- Farm 134 NK ( Daam)
- Farm 135 NK (Red Sands)
- Farm 136 NK (Bokadi)
- Farm 137
- Farm 138 NK
- Farm 139 (Gemsbok)
- Farm 14 NK
- Farm 14 NK
- Farm 140 NK
- Farm 142 KN (Kanana)
- Farm 144 NK
- Farm 146
- Farm 147
- Farm 147 (Seketer)
- Farm 148
- Farm 149
- Farm 149 NK (Taljaard)
- Farm 150
- Farm 150
- Farm 150 NL /Quo/Qaraa
- Farm 151 NK (Mosesepe)
- Farm 152 NK (Mmavke)
- Farm 153
- Farm 153NK (Dunner's Camp)
- Farm 154 (NL)
- Farm 154 NK (3 Farms)
- Farm 155
- Farm 156
- Farm 157
- Farm 157
- Farm 158
- Farm 158
- Farm 159
- Farm 159
- Farm 16
- Farm 16 NK (Wiv Ranches Swar
- Farm 160 NK
- Farm 161
- Farm 162
- Farm 162 NL
- Farm 163
- Farm 164
- Farm 165 NL Vaster's
- Farm 166
- Farm 168
- Farm 169
- Farm 17
- Farm 17 Nk (Mahata)
- Farm 170
- Farm 170/171
- Farm 170 J.W.Kotzee's Farm
- Farm 172
- Farm 173
- Farm 173
- Farm 174 and 192/Tautona
- Farm 174 NL (Matsetshe Ranch)
- Farm 174/175
- Farm 175
- Farm 175
- Farm 176
- Farm 177
- Farm 177
- Farm 177 NL
- Farm 178 NL
- Farm 178/179
- Farm 18
- Farm 18
- Farm 18 NL
- Farm 18 NL
- Farm 181 NL
- Farm 182
- Farm 183
- Farm 183 NL (Dasagae)
- Farm 184 MJ
- Farm 185
- Farm 185
- Farm 186
- Farm 186 (NL)
- Farm 187
- Farm 187
- Farm 187/188
- Farm 188
- Farm 189
- Farm 189 NL
- Farm 19 NK
- Farm 190
- Farm 190/191
- Farm 191
- Farm 193
- Farm 193
- Farm 194
- Farm 196/197
- Farm 197 Goodhope
- Farm 2
- Farm 2
- Farm 2 MK (SN & SS)
- Farm 21
- Farm 215 MJ
- Farm 22
- Farm 223 MJ
- Farm 223 MJ
- Farm 224
- Farm 23
- Farm 23 NK (Ramsden)
- Farm 234
- Farm 24
- Farm 247 MJ
- Farm 24 NK (Kanana)
- Farm 25 NK Kanana
- Farm 26 NK (Motswirie Lodge)
- Farm 28 NK
- Farm 29
- Farm 3
- Farm 3 MK (Six)
- Farm 30 NK (Hard Battles Far)
- Farm 31
- Farm 31 NK
- Farm 31 NK
- Farm 34 (Ko Mogotlhong)
- Farm 35 (Tiisano)
- Farm 36
- Farm 37 (Qomboro)
- Farm 38
- Farm 38 NK
- Farm 3 NK (Red Sands)
- Farm 4
- Farm 4 NK (Greenspan)
- Farm 4 (Chidadano)
- Farm 40
- Farm 41
- Farm 42
- Farm 43 NK (Kurabis)
- Farm 44 (Part of Ghanzi)
- Farm 45
- Farm 46
- Farm 47
- Farm 48 and 145 (Hartbeespan
- Farm 5 NK
- Farm 5 NK (Kalkpan)
- Farm 50
- Farm 51
- Farm 52 NK
- Farm 53
- Farm 53 NK
- Farm 54 NK
- Farm 55
- Farm 56
- Farm 56 NL
- Farm 57
- Farm 61
- Farm 62
- Farm 65 (Dgae Qare)
- Farm 67
- Farm 68 NK (R. Lemcke)
- Farm 6NK
- Farm 7
- Farm 7 NK (Peacock Farm) Tex
- Farm 70 NK (Legonono)
- Farm 72
- Farm 74
- Farm 76
- Farm 77 NL
- Farm 78
- Farm 79
- Farm 8
- Farm 8
- Farm 8
- Farm 8 NK (Masire's Farm)
- Farm 80
- Farm 82 NK (Kotze)
- Farm 83 NL (H. Becker)
- Farm 84/85
- Farm 85 LL/Brounette
- Farm 86
- Farm 87 NL
- Farm 89
- Farm 9
- Farm 9
- Farm 9 NK (Masire's Farm)
- Farm 90 NL
- Farm 91
- Farm 92
- Farm 93 NL (Qoru Boro)
- Farm 94 (Xaba Vsau/Bossisyte)
- Farm 95
- Farm 95 NL
- Farm 96
- Farm NK 2
- Farm Okwa No 4
- G 10
- G Serole
- G11
- G12
- G13
- G6/Sebolelo
- Gaditlhatlhelwe
- Gapebana
- Gareleng's Farm
- Gidion Tjinae's Farm
- Gobololo
- Government Camp
- Grootlagte Cattle Post
- Grootlagte Lands
- Gwana Centre
- Gwana I
- Gwana II
- Gwana III
- Gwana IV (Cutline)
- H.B.Lewis's Farm
- Haure Habbis Farm 13 MK
- Hebron
- Hemmer Holdings Farm 54
- High way
- Hutlwe
- Itekeng (Kgonama)
- J.T.Kotze's Farm 60
- J.Veniers Farm
- Jackport (Farm 244 MJ)
- Janki Janki's Farm
- Jeke
- Jerusalem
- Jimmy Sharp's Farm
- Kabana
- Kaelelo
- Kaepe
- Kahuapeke
- Kaila
- Kama (Farm 245 MJ)
- Kamane
- Kanana
- Kanana
- Kangumengwa
- Karakubis
- Karata
- Kasper Farm
- Katere
- Kauwa
- Kgomo Botshelo
- Kgomodikae
- Khubagotswe (Farm 243)
- Kole Lands
- Komobondo
- Kopano
- Kuke Quarantine Camp
- Kule Lands
- Kumomonde Farm Farm 141 NK
- Kumuhuku
- Lans Farm
- Lediba
- Legakabe
- Lehuma
- Lehume (Farm 246MJ)
- Lejwane
- Lekaleng
- Lekang
- Lekgwathi/ Lomao
- Lentswaneng
- Leretlweng
- Leropo
- Leropo
- Lerothodi (Farm 247 MJ)
- Leseding
- Lesego
- Logonono
- Lokalane
- Lokaleng
- Lonetree
- Longtree
- Mabote
- Magano
- Magapelwa
- Maglass/ Gomagalase
- Maipha
- Maiteko
- Makale(Metsibotlhoko)
- Makaleng (Farm 232 MJ)
- Makaukau Vet Camp
- Malatso
- Mampupu Farm 169
- Mamuno
- Mamuno Border Post
- Marston
- Masaasele
- Masaise
- Matlhoaphuduhudu
- Matlhola
- Matloping
- Matshwana
- Matshwe (Farm 233 MJ)
- Metibine
- Metsiakgakala
- Metsimantle
- Metsimantsho Farm
- Metsimatala
- Mmadinotshe
- Moapare's Farm 21
- Mogobogobo
- Mogogwe/Magogo/Magaga
- Mokabi
- Mokala Sekoma
- Molalathosi
- Molaodi
- Molatlhelwa
- Molatswana Ping
- Molatswana/Look & see
- Mongwene
- Morama
- Morgan
- Morolong
- Morwalela
- Motlopi
- Motopi
- Motshedi
- Motumbandundu
- Nakatholo
- Nakatsaphofu
- Nawa Syndicate
- Ncojane Block Farm 1
- Ncojane Lands
- Ncole Pan
- Ndombihu
- New Katere
- New Xade C/Post 3
- Nguaranguara
- Nkoyathosi
- No 3
- No 6
- Ntshutele
- Nwamxuaba
- NXade Cattle Post 2
- Nxhoakaukisa
- Nxogodimo
- Nyaa
- Obotseng
- Ojinaombe
- okab/Mokgoro 1
- Okankonto
- Okwa
- Okwa Farm
- Okwa Vet 3
- Old Xanagas
- Omudereke
- Ondengake (Farm 167 MJ)
- Onjoka
- Ontjupa
- Otjiere
- Otjiperango
- Otjiperengo
- Otjomungwidi
- P.Bradleys Farm
- Palamaokuwe
- Pauls Farm
- Phatshimo 1
- Phiriokgaotse
- Phofutona
- Pieters Tenas's Farm 120
- Pitlagano
- Poong
- Pose G 9
- Potso
- Qomae
- Qore
- Ralehika
- Randals Farm 52
- Ranyane
- Rapela Modimo
- Raps Mbish's Farm 175
- Rethuseng No. 5
- Rhodes Farm 49
- Rooibrack
- Salt Pan
- Sanjane Podi's Farm 7
- Satau Farm
- Scotland
- Scotland Dairy Farm
- Sebulelo
- Sedudu
- Sejantsi
- Sekgwa
- Serietso
- Serole G14
- Seromedi
- Shap
- Shape
- Sharper's Farm
- Shondona
- Sokola
- Springbok
- States
- Steven Mosimane/Moselapula
- Takatshwane
- Talasman
- Tholo Safari
- Thupalela
- Tjiarwa
- Tjirinaro
- Tjiurongo
- Tjivarongo
- Tjixae
- Tjomigondo
- Tjomunguidi
- Tjorombate
- Tjovarumendu
- Tlharosi
- Tselana kwena
- Tsenakwane
- Tshabanaga
- Tshephakgomo
- Tsholofelo
- Tsholofelo West
- Tshukudu Pan
- Tshukujwane
- Tsolamosese
- Tsootsha Lands
- Tsuwe
- Tswelelopele
- Txushe (Boko)
- Vanikerk
- Vioze
- W.de Graffs'Farm 182 NL
- W.Joseph's Farm
- Wai
- Watuba Farm
- West Hanahai Cattlepost
- West Hanahai Lands
- Wet Flay
- Xade Cattle Post
- Xade Lands 1
- Xade Lands 2
- Xade Lands 3
- Xamaxou/Belgium
- Xarate
- Xauxe
- Xaxo
- Xhote
- Xoro
- Xwidare
- Zanzank
- Zonongo